# Ulica Rybacka w Sanoku
Ulica Rybacka w Sanoku – ulica w dzielnicy Śródmieście miasta Sanoka.
Ulica w swoim biegu odchodzi od ul. Zamkowej i opadającym stokiem opada ku rzece San (równolegle do niej przebiega analogicznie ul. Sanowa).

## Historia
Po nadaniu praw miejskich Sanokowi (1339) powstały mury miejskie, przebiegające przez późniejszą ul. Rybacką.
W okresie zaboru austriackiego po wprowadzeniu autonomii galicyjskiej w 1867 nadano nazwy ulicom Sanoka, w tym ustanowiono ul. Rybacką.
Za obraz malarski pt. Stare domy przy ul. Rybackiej Wojciech Jahn otrzymał wyróżnienie w konkursie pt. „Ziemia rodzinna Grzegorza z Sanoka w malarstwie” (1985).
Ustanowiono pomnik przyrody w postaci lipy drobnolistne przy ul. Rybackiej.

## Zabudowa
Od 1972 w wykazie zabytków Sanoka były ujęte domy przy ulicy Rybackiej pod numerami 8 (dawniej 6), 10, 13, 15, 17, 19.
Likwidacji uległy domy wpisane pierwotnie do wojewódzkiego rejestru zabytków tj. obiekty pod numerami 13, 17 (wpisane w 1958) i 8 (wpisany w 1959).
Drewniane domostwa przy ul. Rybackiej (jak również przy ul. Sanowej) w przeszłości były zamieszkiwane przez rodziny trudniące się rybactwem. Domy te wzmiankował Stefan Stefański opisując zwiedzanie Sanoka na kartach swojego wielokrotnie wznawianego przewodnika turystycznego.  

## Mieszkańcy
Od 1945 pod numerem 3a ulicy zamieszkiwali Arnold i Maria Andrunikowie.
Rzymskokatoliccy mieszkańcy ulicy przynależą do parafii Podwyższenia Krzyża Świętego i Matki Bożej Pocieszenia.